# Dmitri Medvedev
Pour les articles homonymes, voir Medvedev.
Dmitri Medvedev, de son nom complet Dimitri Anatolievitch Medvedev (en russe : Дми́трий Анато́льевич Медве́дев [ˈdʲmʲitrʲɪj ɐnɐˈtolʲjɪvʲɪtɕ mʲɪˈdvʲedʲɪf]), né le 14 septembre 1965 à Léningrad (aujourd'hui Saint-Pétersbourg), est un homme d'État russe.
Premier vice-président du gouvernement russe à partir de 2005, il est élu à la présidence de la fédération de Russie en 2008. Il nomme alors à la présidence du gouvernement son prédécesseur, Vladimir Poutine, qui ne pouvait effectuer plus de deux mandats consécutifs.
En tant que chef de l’État, il mène une politique plus tournée vers le libéralisme et la technologie. Il s'efface au profit de Vladimir Poutine pour l'élection présidentielle de 2012.
Il est nommé à son tour président du gouvernement en 2012, lorsque Vladimir Poutine retrouve les fonctions de président de la Russie. Dmitri Medvedev devient par ailleurs président du parti présidentiel, Russie unie. Il est reconduit dans ses fonctions en 2018, après la réélection de Vladimir Poutine. Il démissionne de la tête du gouvernement en 2020 et est nommé vice-président du Conseil de sécurité. Auparavant vu comme une figure modérée et libérale, il se radicalise durant l'invasion de l'Ukraine par la Russie et, tout au long du conflit, il fait à maintes reprises de virulentes et violentes déclarations anti-occidentales et anti-ukrainiennes.

## Situation personnelle

### Origine, études et mariage

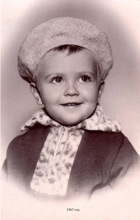
Dmitri Medvedev à l’âge de deux ans (1967).

Né en 1965 à Léningrad, Dmitri Medvedev est le fils unique d'Anatoli Afanassievitch Medvedev, décédé en 2004, professeur à l'Institut technologique Lensoviet, et de Ioulia Veniaminovna, née Chapochnikova, professeur de langue à l'Institut pédagogique Herzen, puis guide de musée. Ils vivaient dans le quartier Kouptchino à la périphérie de Saint-Pétersbourg.
Dmitri Medvedev est diplômé de la faculté de droit civil de l'université de Leningrad en 1987 et obtient son doctorat en 1990. Pendant ses études, il se passionne pour la photographie et par ailleurs remporte des compétitions d'haltérophilie.
Il se marie en 1989 avec sa camarade d'école Svetlana Linnik, née en 1965 à Kouptchino, dans l'oblast de Léningrad, dans une famille de militaires. Diplômée de l'Institut de finances et d'économie, elle travaille à Moscou et organise des manifestations publiques à Saint-Pétersbourg. Un fils, Ilia, naît de cette union en 1996.
Dmitri Medvedev apprécie le groupe Deep Purple. En 2011, lors de la tournée de celui-ci en Russie, il invite les membres du groupe à sa table. Il est adepte de la pratique du yoga, et en 2010 il déclare être « le premier yogi de l'État ».

### Carrière professionnelle
De 1990 à 1999, il est professeur de droit privé à l'université d'État de Saint-Pétersbourg. De 1990 à 1995, il est conseiller du président du Conseil municipal de Saint-Pétersbourg Anatoli Sobtchak, expert auprès du Comité des relations extérieures de la Mairie de Saint-Pétersbourg, donc directement sous la direction de Vladimir Poutine. Il est alors chargé de la mise au point de divers contrats et projets d'investissement.
En 1993, il est un des fondateurs de l'entreprise « Fincell », elle-même fondatrice de « Ilim Pulp Enterprise », l'un des géants forestiers russes. Dans cette dernière structure, Medvedev est directeur des affaires juridiques.
En 1998, il entre au conseil de direction de l'une des plus grandes entreprises contrôlées par celle-ci : le combinat forestier de Bratsk.
Il devient en novembre 1999 directeur adjoint de l’administration du Gouvernement, puis en décembre 1999, directeur adjoint de l'administration présidentielle, puis premier directeur adjoint de 2000 à 2003. Le 17 janvier 2000, Dmitri Medvedev est promu conseiller d'État effectif de la fédération de Russie de 1re classe (le plus haut grade civil) par décret signé par Vladimir Poutine en tant que président par intérim de la fédération de Russie.
Depuis juin 2000, il siège au conseil de surveillance du groupe énergétique russe Gazprom, dont il assure la direction en juin 2002.

## Parcours politique

### Débuts et ascension (2003-2008)
En octobre 2003, il devient chef de l'administration du Kremlin, collaborant avec le président Vladimir Poutine, dont il deviendra l'un des plus proches collaborateurs, et ce même si leurs relations seront parfois conflictuelles sur certains sujets de société.
Entre le 14 novembre 2005 et mai 2008, il est premier vice-président du gouvernement affecté à la mise en œuvre des projets nationaux et prioritaires.
Le 10 décembre 2007, Dmitri Medvedev est désigné candidat à l'élection présidentielle de 2008 par quatre partis, Russie unie, Russie juste, le Parti agrarien et Pouvoir civil, partis de la coalition au pouvoir et soutenant le président Poutine.
Medvedev est considéré comme un des chefs de file de l'aile « libérale » au Kremlin, par opposition aux « siloviki » (armée, police, services de sécurité),.

### Président de la fédération de Russie (2008-2012)

#### Élection présidentielle et investiture

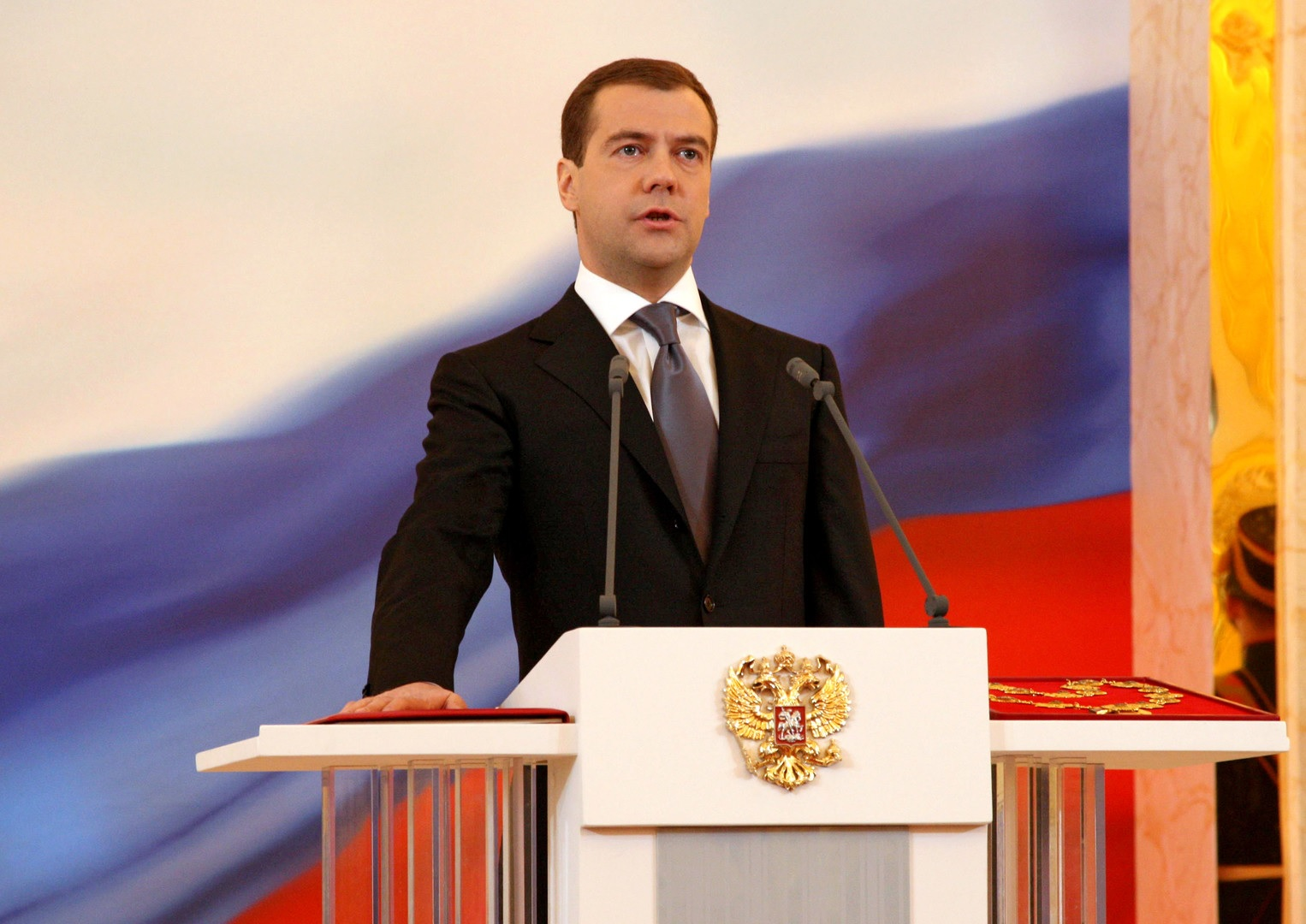
Dmitri Medvedev prêtant serment à la Constitution.

Le 2 mars 2008 il est élu à la présidence de la fédération de Russie dès le 1er tour de l'élection présidentielle de 2008 avec 70,28 % des suffrages. À 42 ans, Dmitri Medvedev devient le troisième président de la fédération de Russie post-soviétique après Boris Eltsine (1991-1999) et Vladimir Poutine (2000-2008), et également le plus jeune.
Le 7 mai 2008, Dmitri Medvedev a prêté serment en tant que troisième président de la fédération de Russie lors d'une cérémonie au Kremlin.
Après avoir prêté serment à la Constitution, il a déclaré : « Je crois que mes objectifs les plus importants seront de protéger les libertés civiles et économiques… Nous devons lutter pour un respect véritable de la loi et de surmonter le nihilisme juridique, qui entrave gravement le développement moderne. » Comme son inauguration a coïncidé avec la célébration du jour de la Victoire, le 9 mai, il a assisté à la traditionnelle parade militaire sur la place Rouge et a signé un décret pour fournir des logements aux anciens combattants.

#### Politique intérieure
Le 8 mai 2008, Dmitri Medvedev nomme Vladimir Poutine comme président du gouvernement russe. En septembre, le pays est frappé par la crise économique. Dmitri Medvedev attribue le déclin du marché boursier russe à cette crise mondiale et soutient que la crise en Russie avait peu, sinon rien à voir avec des problèmes internes de son économie et les politiques gouvernementales. Il ordonne l'injection de fonds importants du budget de l'État sur les marchés pour stabiliser la situation.
Plus libéral que son prédécesseur Poutine, Medvedev parle souvent de « moderniser » la Russie. Il est même parfois considéré comme un « nouveau Gorbatchev »,.
Le président Dmitri Medvedev envoie une proposition de révision constitutionnelle à la Douma le 12 novembre 2008 pour faire passer le mandat présidentiel de quatre à six ans et celui de la Douma de quatre à cinq ans, ainsi qu'une proposition offrant à cette dernière des moyens de contrôler le travail de l'exécutif.
Le 10 mars 2009, Medvedev signe un décret présidentiel réformant le système de la fonction publique entre 2009 et 2013 dans le cadre de sa campagne contre la corruption. Ces réformes comprennent l'établissement d'un nouveau système pour gérer le service civil, l'introduction de technologies efficaces et des méthodes modernes d'exploitation des ressources humaines, afin d'accroître l'efficacité et le professionnalisme des fonctionnaires, qui manquaient sérieusement de technologies récentes. Medvedev veut également réformer le système de justice en profondeur, notamment pour lutter contre la corruption.
Le 2 juin 2009, Medvedev signe un amendement par lequel le président de la Cour constitutionnelle de la fédération de Russie et ses adjoints sont proposés au Parlement par le président de Russie, et non élus par les juges, comme c'était le cas avant cela .
En mai 2009, Medvedev crée la « Commission présidentielle de la fédération de Russie pour contrer les tentatives de falsifier l'histoire au détriment des intérêts de la Russie ».
Medvedev déclare que l'innovation technologique est l'une des grandes priorités de sa présidence. En mai 2009, il crée la Commission présidentielle sur l'innovation qu'il préside. La commission est composée de l'ensemble du gouvernement russe et de certains des meilleurs universitaires et entrepreneurs. Medvedev déclare que les grandes entreprises étatiques seront inévitablement privatisées, et bien que l'État ait joué un rôle accru dans l'économie ces dernières années, cela devrait rester une mesure temporaire, ce qui confirme son engagement plus libéral que Poutine.

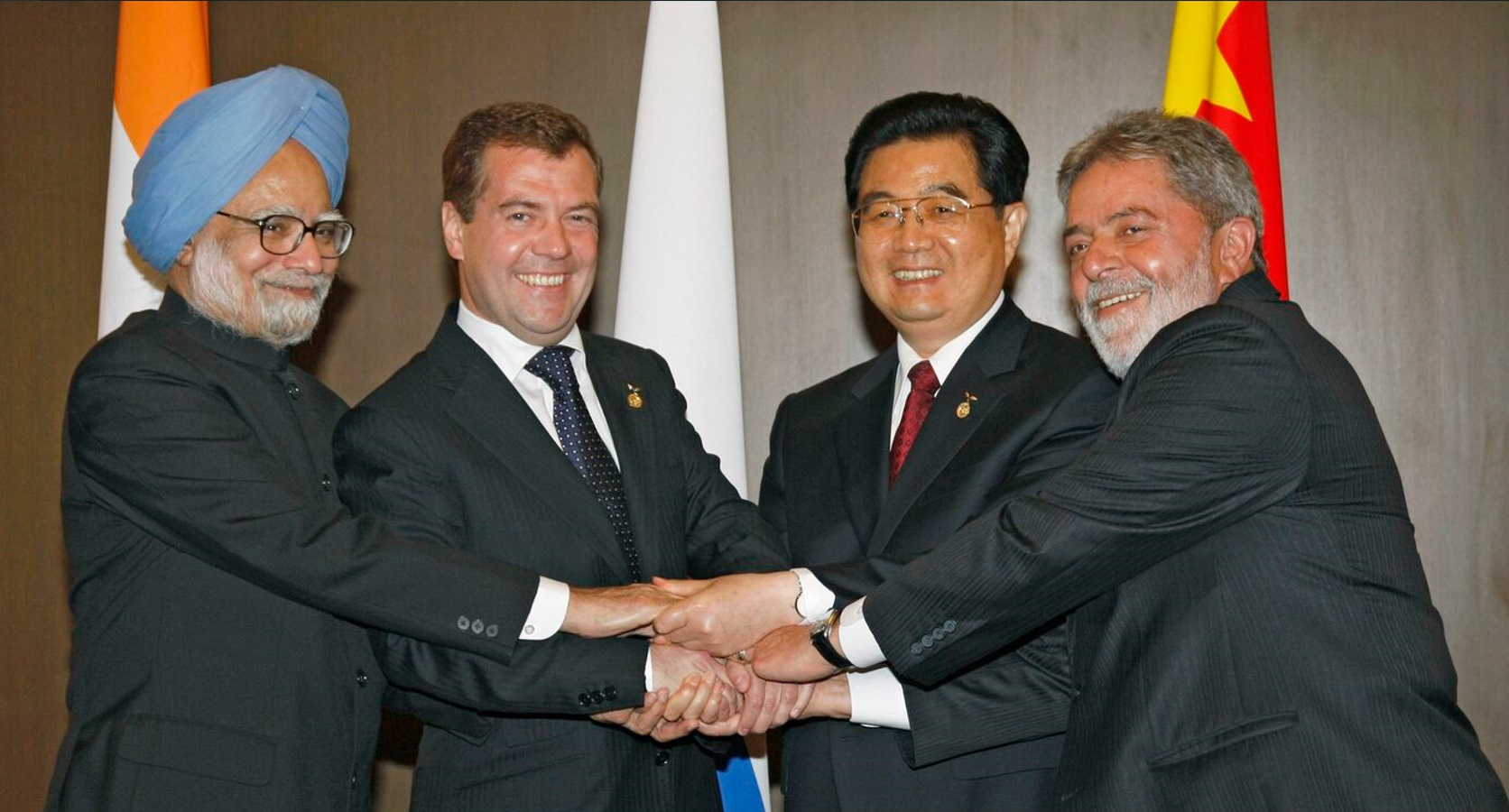
Medvedev avec les dirigeants du BRICS (Brésil, Russie, Inde et Chine) en 2008.

Tout comme le président du gouvernement Vladimir Poutine quelque temps plus tôt, le 15 septembre 2009 Medvedev annonce qu'il pourrait se représenter à la présidence en 2012, mais souligne qu'il ne s'opposerait pas à Poutine, et que tous deux réfléchiront pour trouver un accord. Au cours du même discours, il approuve la suppression de l'élection directe des gouverneurs de région datant de 2004, et met en avant l'efficacité de leur nomination par le Kremlin. Il ajoute qu'il ne voit pas de possibilité d'un retour à des élections directes, même dans 100 ans.
En octobre 2009 Medvedev déclare qu'il ne veut pas voir le prix du pétrole revenir à des niveaux records vus en 2008. Au lieu de cela, dit-il, un prix entre 80 et 90 dollars le baril serait juste. « La Russie n'a aucun intérêt à un prix du pétrole sans cesse élevé. »

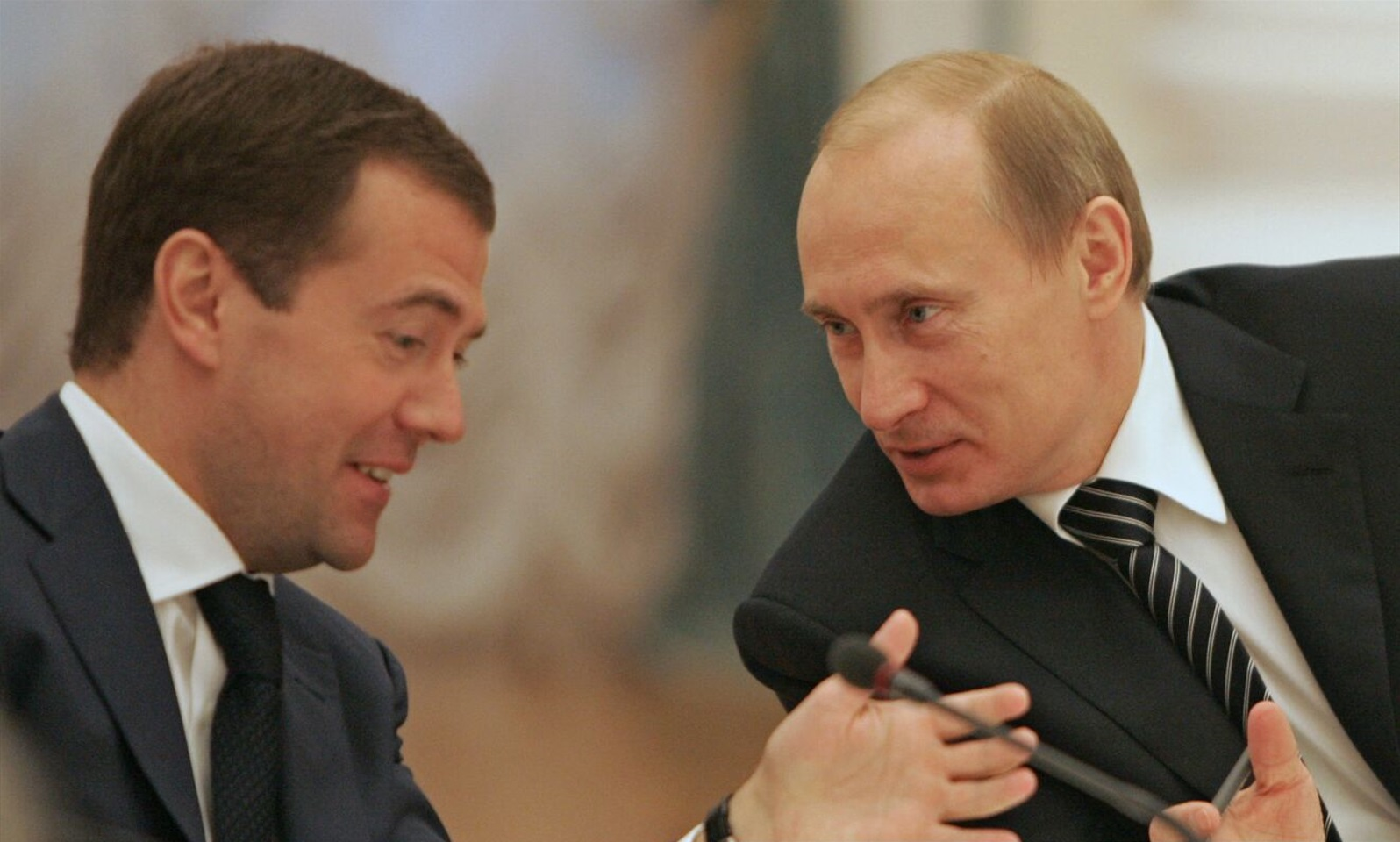
Dmitri Medvedev avec Vladimir Poutine (11 mars 2008).

En août 2009 Medvedev promet de briser le quasi-monopole du parti au pouvoir Russie unie sur le système politique, position qu'il trouve injuste, affirmant que les « nouveaux temps démocratiques commencent ». Le 11 octobre 2009, les élections régionales sont remportées par Russie unie avec 66 % des voix. Mais, selon Lilia Chibanova, chef de l'organisation non gouvernementale Golos, « la concurrence politique est pratiquement nulle ».
En octobre 2009 toujours, un membre du gouvernement russe, Vladislav Sourkov, avertit que les expériences plus démocratiques pourraient entraîner plus d'instabilité et donc déchirer la Russie, faisant allusion à l'instabilité politique pendant la présidence de Boris Eltsine dans les années 1990.
Son credo libéral n'influe toutefois pas sensiblement sur la politique économique du pays ou sur une libéralisation de la scène politique.

#### Tandem avec Poutine
Président sortant en 2008, Vladimir Poutine ne peut se représenter en raison de la limitation à deux mandats consécutifs inscrite dans la constitution russe. Alors que cette constitution énonce clairement la prééminence du président, des journalistes se demandent qui, de Vladimir Poutine ou de Dmitri Medvedev, détient le plus de prérogatives.
Il semble que Poutine laissa progressivement la place à Medvedev. Selon certains politologues, au bout de deux ans, Medvedev avait cessé d'être le simple « successeur » de Poutine, pour devenir « président » tout court. Cependant, pour d'autres observateurs, Medvedev ne fait que continuer dans la ligne politique de Poutine.
En mars 2011, Poutine et Medvedev s'opposent publiquement pour la première fois. La résolution 1973 votée en conseil de sécurité de l'ONU autorise les bombardements sur la Libye. Alors que Medvedev s'abstient lors du vote au Conseil de sécurité, Poutine critique ensuite ce texte, le comparant aux « appels médiévaux en faveur des croisades ». Medvedev répond en jugeant les propos de Poutine « inacceptables ».
Toutefois, les deux hommes annoncent le 24 septembre 2011 que c'est Vladimir Poutine qui est candidat de Russie unie à l'élection présidentielle russe de 2012, Dmitri Medvedev partant favori pour devenir son président du gouvernement.

#### Sécurité intérieure
Medvedev a déclaré à maintes reprises que le ministère Interne — responsable de la police — doit devenir plus efficace. Le 6 septembre 2009, il a signé un décret (Oukaz) pour abolir le Département fédéral de l'Intérieur de la lutte contre la criminalité organisée et le terrorisme, ainsi que les entités correspondantes au niveau régional, et sur cette base, il a créé de nouvelles unités spéciales chargées de lutter contre l'extrémisme. Selon le décret, les fonctions anti-crime organisé seront transférées au ministère de l'Intérieur et des services d'investigation criminelle et de lutte contre les crimes économiques.

#### Éducation
Le président Medvedev a lancé une politique appelée « Notre nouvelle école » et a demandé au gouvernement de présenter l'avancement du projet chaque année.

#### Politique étrangère

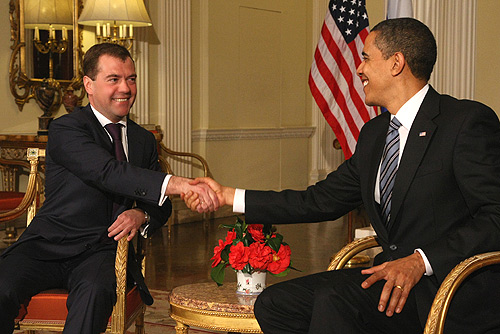
Dmitri Medvedev et Barack Obama au sommet du G20 d’avril 2009.

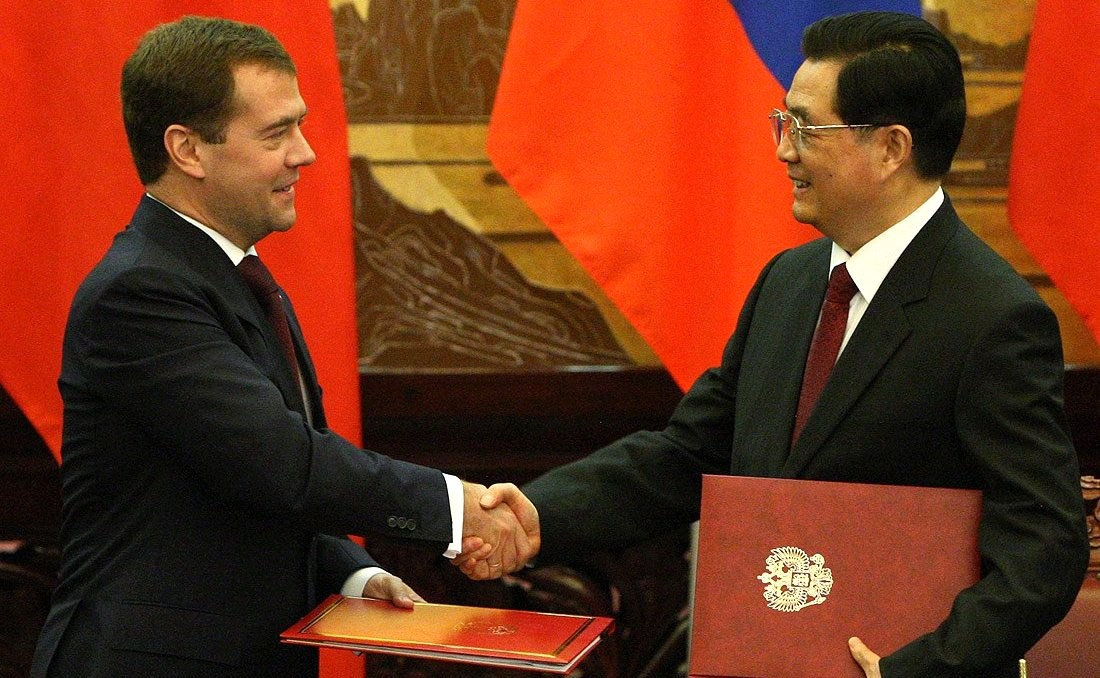
Dmitri Medvedev et Hu Jintao en 2010.

La politique étrangère de Medvedev est fortement marquée par la guerre d'Ossétie en 2008. Le 7 août 2008, le président géorgien Mikheil Saakachvili décide de rétablir le pouvoir géorgien dans la capitale de l'Ossétie du Sud, région séparatiste depuis 1992 soutenue par Moscou. Des civils et des militaires russes membres de force de maintien de la paix sont tués dans les premiers bombardements et le gouvernement russe décide d'envahir militairement l'Ossétie du Sud et l'Abkhazie, autre région séparatiste. Le 26 août 2008, après le conflit militaire avec la Géorgie au sujet de l'Ossétie du Sud, Medvedev signe les décrets reconnaissant l'indépendance de l'Abkhazie et de l'Ossétie du Sud.
Le déploiement des boucliers antimissiles américains en Europe de l'Est est également un autre fait marquant de la politique étrangère de Medvedev, qui promet de déployer dans l'enclave de Kaliningrad des éléments militaires de défense. Mais il se rétracte après l'abandon du projet par le président Obama. Les relations entre la Russie et les États-Unis et entre les présidents Medvedev et Obama sont dans l'ensemble positives, notamment en avril 2010, lorsque les deux pays signent un nouveau traité de désarmement nucléaire Start. Obama veut amener Medvedev à voter des sanctions contre l'Iran et le programme de l'enrichissement du nucléaire iranien, qui est très attentivement suivi en Occident. Le 9 mai 2010, à l'occasion du 65e anniversaire de la victoire, Medvedev et la fédération de Russie veulent marquer l'événement en invitant des soldats étrangers, notamment de l'OTAN (américains, britanniques, français et polonais), à participer au traditionnel défilé sur la place Rouge avec les soldats russes. Les armées de toute l'ex-URSS ont également été invitées à défiler. Medvedev déclare que « la participation des troupes de Russie, de pays membres de la CEI et de pays membres de la coalition anti-hitlérienne témoigne que nous sommes prêts à protéger ensemble la paix, à ne pas admettre la révision des résultats de la guerre et à empêcher l'apparition de nouvelles tragédies ».
La tenue du sommet tripartite de Deauville, en octobre 2010, entre le président Medvedev, le président Sarkozy et la chancelière Angela Merkel, a clarifié les positions de chacun sur la question du bouclier antimissile, bien que les États-Unis aient demandé qu'aucune décision n'y soit prise.

### Président du gouvernement russe (2012-2020)

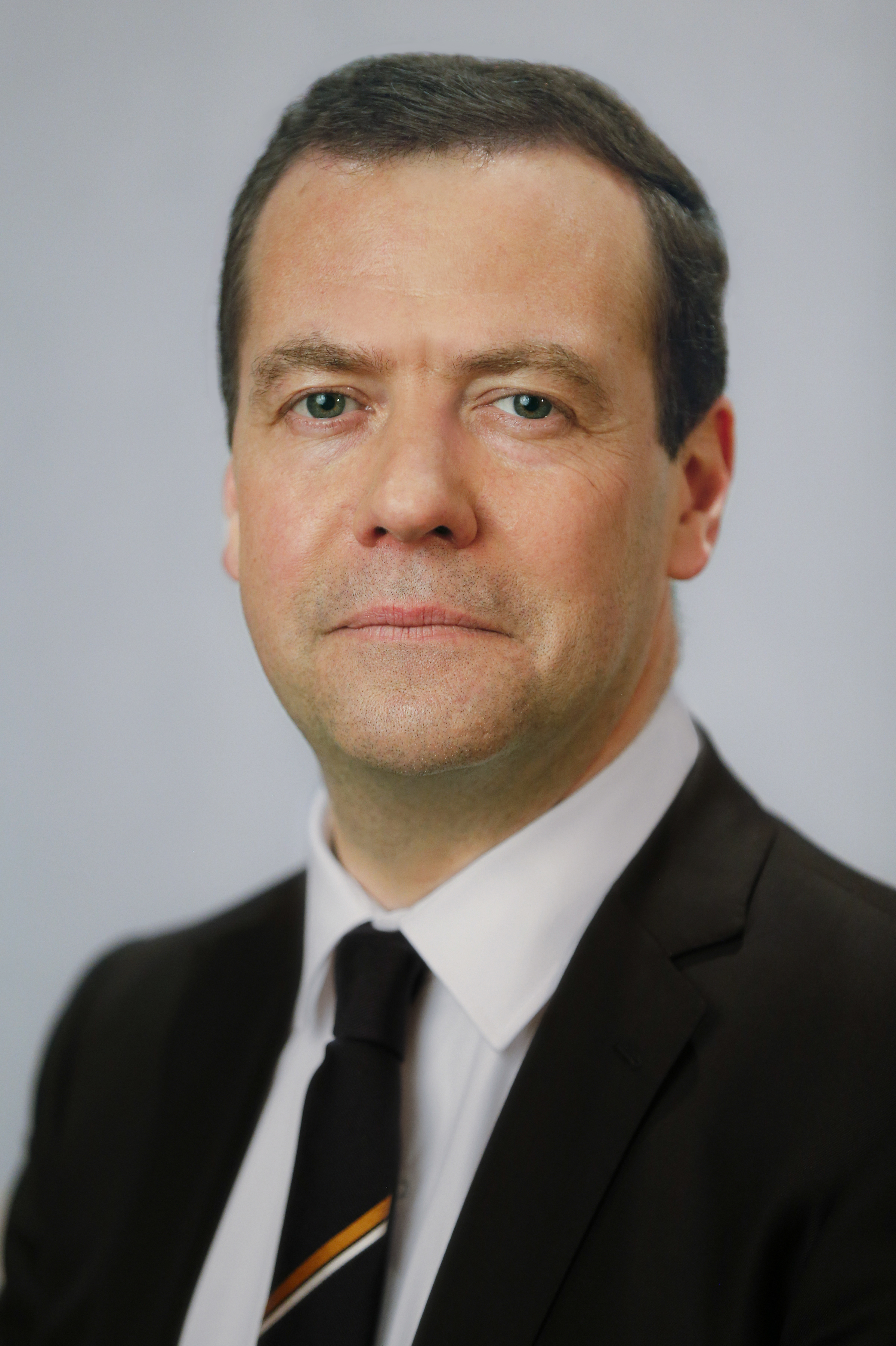
Portrait officiel de Dmitri Medvedev en tant que président du gouvernement russe (2016).

À la suite du retour de Vladimir Poutine à la tête de l'État, le nouveau président propose au Parlement la candidature de son prédécesseur au poste de président du gouvernement. Le 8 mai 2012, il est investi par la Douma. Lors d'un congrès extraordinaire tenu le 26 mai, il est élu à l'unanimité président de Russie unie par les délégués du parti.
En mars 2017, la Fondation anti-corruption publie Ne l'appelez pas Dimon, un film qui accuse Medvedev de corruption et laisse entendre qu'il serait à la tête d'un empire immobilier. Ces accusations sont réfutées par les porte-paroles de Medvedev et de Poutine. Selon le professeur Alexeï Portansky cela signifierait que Medvedev pourrait être tombé en disgrâce ou être victime d'une lutte pour le pouvoir dont le bénéficiaire serait Igor Setchine.
Le 8 mai 2018, sur proposition de Vladimir Poutine, élu pour un troisième mandat à la tête de la fédération, il est reconduit dans ses fonctions par la Douma. Par ailleurs, il est la personne à avoir occupé le plus longtemps le poste de chef du gouvernement depuis la chute de l'URSS.

### Conseil de sécurité de Russie (depuis 2020)

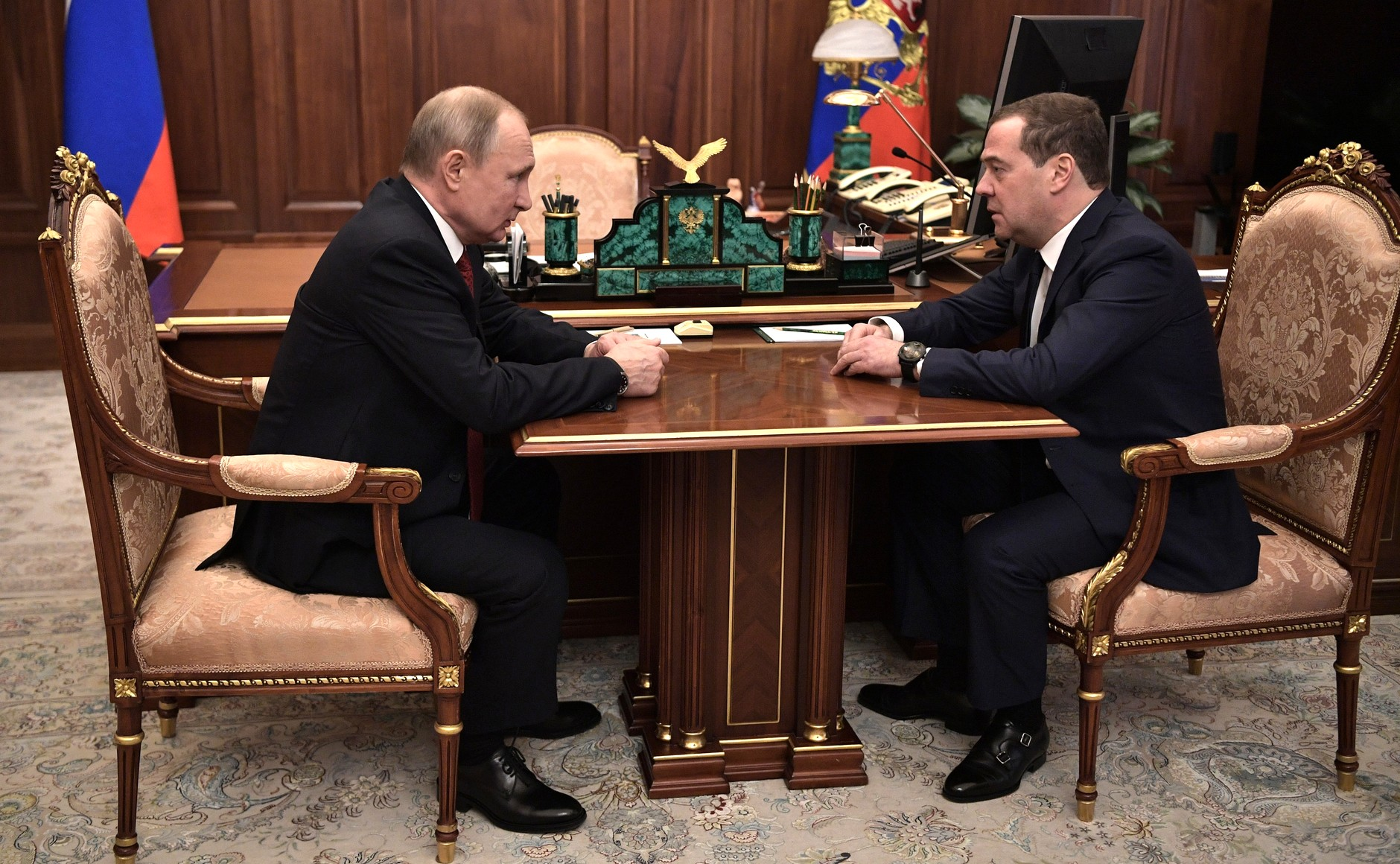
Vladimir Poutine et Dmitri Medvedev le 15 janvier 2020.

Le 15 janvier 2020, Vladimir Poutine annonce une réforme constitutionnelle. Peu après, le même jour, Medvedev présente sa démission et celle de son gouvernement. Il est remplacé par Mikhaïl Michoustine le lendemain et nommé adjoint de Vladimir Poutine à la direction du Conseil de sécurité de Russie,.

En 2022, lors de l'invasion de l'Ukraine, Dmitri Medvedev, auparavant considéré comme une figure modérée, s'impose comme l'un des détracteurs les plus féroces des pays occidentaux,,,. En juin, il écrit sur Telegram, sans toutefois préciser qui est la cible de ses déclarations :

« On me demande souvent pourquoi mes publications sur Telegram sont aussi dures. La réponse est que je les hais. Ce sont des enfoirés et des dégénérés. Ils veulent notre mort, à nous la Russie. Mais tant que je serai en vie, je ferai tout pour les faire disparaître. »

Le 15 juin 2022, toujours sur Telegram, Dmitri Medvedev déclare : « Qui peut dire que l'Ukraine existera sur la carte du monde dans deux ans? », ce qui est vu comme un appel au génocide des Ukrainiens.
Le 4 novembre 2022, à l'occasion du jour de l'Unité nationale, Medvedev exprime sa vision du conflit ukrainien : « La Russie est en train de mener une guerre sainte contre Satan, qui utilise des mensonges élaborés. Et notre arme est la vérité. C'est pourquoi notre cause est juste. C'est pourquoi la victoire sera nôtre! » Il rajoute que les Ukrainiens seraient des « drogués nazis fous » soutenus par les Occidentaux. Medvedev décrit les Occidentaux comme ayant de la « salive qui coule sur leur menton à cause de leur dégénérescence,,. »
Le 26 décembre 2022, dans une série de tweets, Dmitri Medvedev, vice-président du Conseil de sécurité, publie ses dix prédictions pour l'année 2023 en commençant en préambule par « Tout le monde fait des pronostics en ce moment. Beaucoup avancent des hypothèses futuristes, comme s'il fallait trouver les plus folles et même les plus absurdes. Voici mon humble contribution,,,, : 
1. Le prix du pétrole atteindra 150 dollars le baril et le prix du gaz dépassera 5 000 dollars pour 1 000 mètres cubes en 2023 ;
2. Le Royaume-Uni rejoindra à nouveau l'Union européenne, qui s'effondrera après ce retour ;
3. La Pologne et la Hongrie occuperont les régions occidentales de l'ancienne Ukraine ;
4. Un quatrième Reich englobera le territoire de l'Allemagne et de ses satellites, à savoir la Pologne, les États baltes, la Tchéquie, la Slovaquie, la république de Kiev et d'autres parias ;
5. Une guerre éclatera entre la France et l'Allemagne menant à la division de l'Europe ;
6. La Pologne sera divisée ;
7. L'Irlande du Nord se séparera du Royaume-Uni pour rejoindre la république d'Irlande ;
8. Aux États-Unis, une guerre civile mènera à l'indépendance du Texas et de la Californie ;
9. Elon Musk sera élu président des États-Unis[52] ;
10. L'Asie deviendra alors le refuge des grands marchés boursiers et des activités financières qui quitteront les États-Unis. L'euro et le dollar cesseront, eux, de circuler en tant que réserve mondiale après l'effondrement du système de gestion monétaire de Bretton Woods. »

Il termine sa diatribe en souhaitant « de joyeuses fêtes à tout le monde, aux amis anglo-saxons et à leurs joyeux porcelets grognants. » Le même jour, il est nommé vice-président de la Commission militaro-industrielle (CMI), chargée de l’organisation et de la coordination du travail des instances fédérales liées à l’industrie de défense russe et dirigée par le président russe.
Le 14 janvier 2023, en réponse au premier ministre japonais Fumio Kishida ayant publié, avec Joe Biden, une déclaration conjointe qui condamne l’utilisation potentielle de l’arme nucléaire russe dans le conflit ukrainien, Medvedev accuse Kishida de « soumission honteuse » envers les États-Unis. Medvedev suggère que Kishida devrait s'éventrer rituellement par seppuku pour expier le « déshonneur » qu'il aurait causé envers lui-même en faisant cette déclaration.
Le 4 février 2023, après que les États-Unis ont promis d'envoyer des missiles balistiques à l'Ukraine, Medvedev menace de brûler tout le territoire ukrainien « encore sous le contrôle de Kiev. »
Le 24 février 2023, Medvedev jongle avec l’idée de changer unilatéralement les frontières de la Pologne et, le 14 avril, il menace de dissoudre la Pologne : « Je ne sais pas qui gagnera ou perdra cette guerre, mais, compte tenu du rôle de la Pologne en tant qu'avant-poste de l'OTAN en Europe, le pays cessera très probablement d'exister, ainsi que son stupide Premier ministre,. »
Le 20 mars 2023, en réponse au mandat d'arrêt de la CPI contre Vladimir Poutine et Maria Lvova-Belova, Medvedev menace sur Telegram de tirer un missile hypersonique sur la Cour pénale internationale : « Il est tout à fait possible d'imaginer qu'un missile hypersonique soit tiré depuis la mer du Nord depuis un navire russe au palais de justice de La Haye. »
Le 8 avril 2023, Dmitri Medvedev dit que l'Ukraine « disparaîtra » et que « personne n'en a de besoin ». Il dit que « ni les États-Unis, ni l'Europe, ni l'Afrique, ni l'Amérique latine et ni l'Asie n'ont besoin de l'Ukraine » et décrit l'État ukrainien actuel comme étant une « erreur générée par l'effondrement de l'URSS ». Impérialiste, il rajoute que la Russie doit s'élargir davantage en devenant une Grande Russie et non pas conquérir uniquement « certaines parties de la Russie nommées Ukraine en 1991,. »
Le 19 avril 2023, Medvedev déclare que la Russie enverra des armes à la Corée du Nord en cas de livraison d'armes à l'Ukraine de la part de la Corée du Sud.
Dmitri Medvedev prédit, le 3 juillet 2023, que la confrontation en cours entre la Russie et l'Occident pourrait continuer dans les décennies à venir et que la guerre russo-ukrainienne risque de devenir permanente.
Le 1er octobre 2023, Medvedev dit que les soldats britanniques qui entraîneront les troupes ukrainiennes deviendront des cibles légitimes pour l'armée russe, tout comme les usines allemandes fabriquant des missiles TAURUS KEPD 350 qui seront envoyés en livraison à l'armée ukrainienne. Selon lui, les dirigeants occidentaux souhaitent une Troisième Guerre mondiale : « Ces crétins (les dirigeants des pays membres de l'OTAN) nous poussent activement vers une Troisième guerre mondiale. »
Dans un message publié le 3 février 2024 sur Telegram, Dmitri Medvedev appelle à soutenir, sans les nommer, tous les partis « antisystème » occidentaux : « Notre tâche est de soutenir de toutes les manières possibles ces hommes politiques et leurs partis en Occident, en les aidant apertum et secretum (ouvertement et secrètement, NDLR), pour obtenir des résultats corrects aux élections ».
Le 28 février 2025, à la suite de la rencontre extrêmement tendue entre Donald Trump et Volodymyr Zelensky au Bureau ovale de la Maison-Blanche, durant laquelle Trump a violemment critiqué la supposée ingratitude de l'Ukraine envers les États-Unis, Medvedev célèbre ce qu'il appelle « la vraie claque assénée à ce clown cocaïné de Volodymyr Zelensky ». Il rajoute : « Le cochon insolent a finalement reçu une bonne baffe dans le Bureau ovale ».
Le 17 juillet 2025, Medvedev évoque la possibilité de mener des frappes préventives contre l'Occident qu'il accuse de mener une « guerre à grande échelle » contre la Russie.

## Accusations de corruption

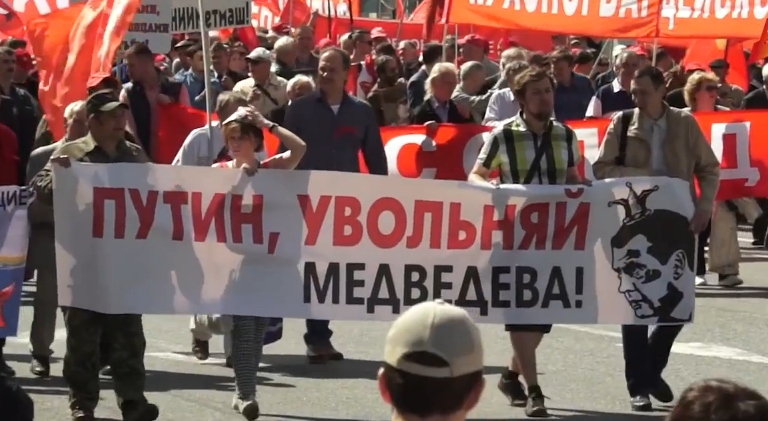
Manifestants réclamant le renvoi de Medvedev le 1 mai 2017.

Dmitri Medvedev est accusé par la fondation anticorruption de l’opposant politique Alexeï Navalny d'avoir monté un système de pots-de-vin dans son intérêt et d'avoir détourné plus d'un milliard de dollars par ce biais. Ces accusations sont reprises dans le documentaire Ne l'appelez pas Dimon (2017) — qui est vu plus de 33 millions de fois jusqu'en janvier 2020 — et auraient conduit à son départ du gouvernement.

## Distinctions

### Décorations russes
- Grand collier de l'ordre de Saint-André
- Membre de 1re classe de l'ordre du Mérite pour la Patrie
- Médaille de l'ordre de l'Honneur

### Décorations étrangères
- Grand cordon de l'ordre de la Gloire (Arménie)
- Grand cordon de l'ordre du Danaker (Kirghizistan)
- Membre de 1re classe de l'ordre de l'Indépendance (Kazakhstan)
- Grand collier de l'État de Palestine (Palestine)
- Grand-croix de l'ordre du Soleil (Pérou)
- Grand-croix de l'ordre royal de Saint-Sava (Serbie)
- Grand-croix de l'ordre du Libérateur (Venezuela)

### Honneurs

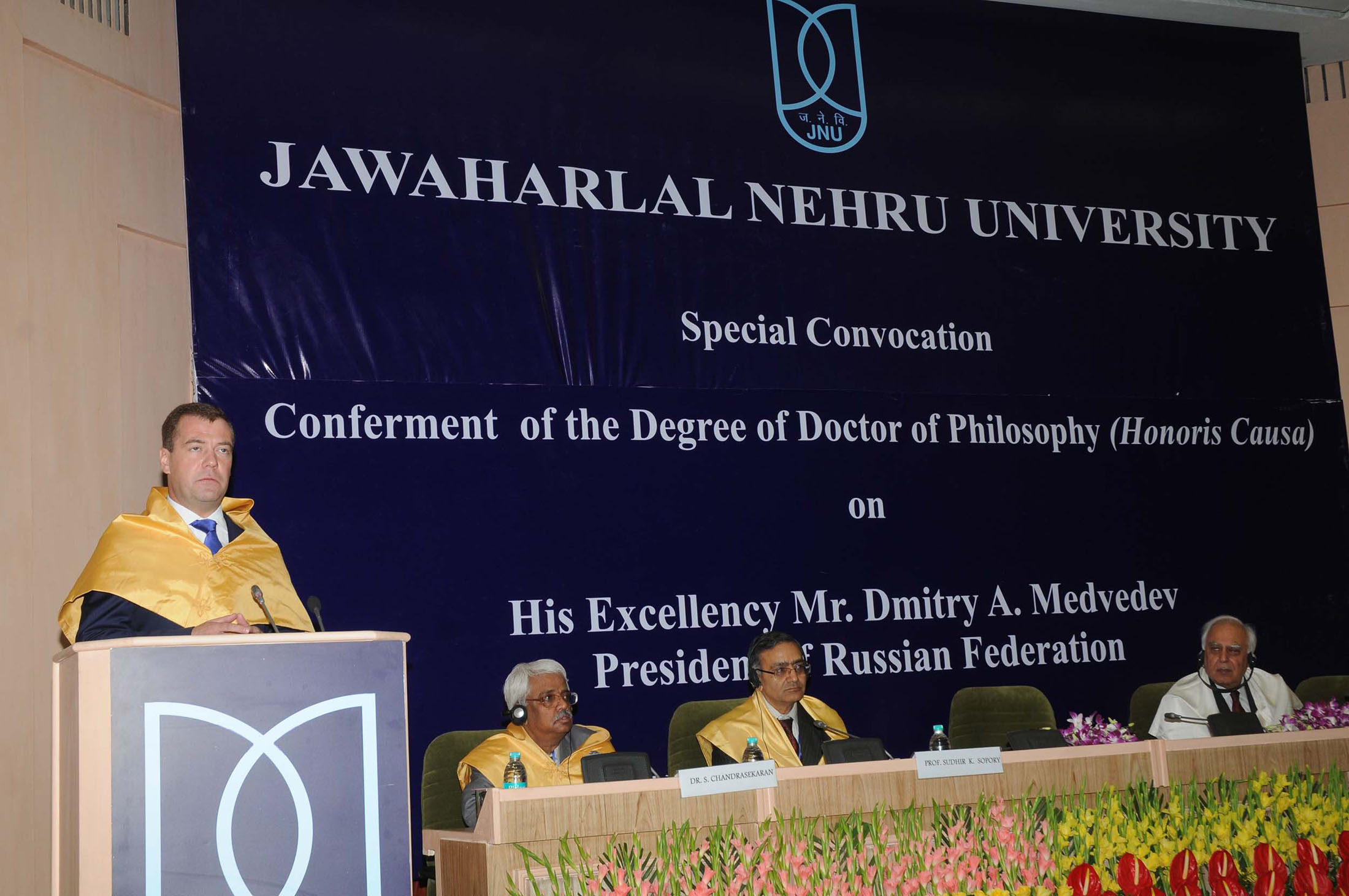
Dmitri Medvedev recevant un doctorat honoris causa de l'université Jawaharlal-Nehru en 2012.

Il a reçu plusieurs doctorats honoris causa : 
- Université d'État de Saint-Pétersbourg (Russie)
- Université d'État de Bakou (Azerbaïdjan)[69]
- Université de l'économie mondiale et de la diplomatie (Ouzbékistan, 2009)[70]
- Université Jawaharlal-Nehru en philosophie (Inde, 2012)
- Université Mohammed-V de Rabat (Maroc, 2017)[71]